# Кадина река
Кадина река је река у Северној Македонији и десна је притока Вардара. Њена дужина је 34 км. Извире високо на планини Јакупица и протиче између планина Голешница и Китка уз падине Мокре планине, између градова Скопља (југоисточно) и Велес (северозападно).